# Emily Infeld
Emily Infeld (21 marzo 1990) è una mezzofondista statunitense.

## Palmarès
| Anno | Manifestazione      | Sede           | Evento        | Risultato | Prestazione | Note                          |
| ---- | ------------------- | -------------- | ------------- | --------- | ----------- | ----------------------------- |
| 2015 | Mondiali            | Pechino        | 10000 m piani | Bronzo    | 31'43"49    |                               |
| 2016 | Giochi olimpici     | Rio de Janeiro | 10000 m piani | 11ª       | 31'26"94    | Miglior prestazione personale |
| 2017 | Mondiali            | Londra         | 10000 m piani | 6ª        | 31'20"45    | Miglior prestazione personale |
| 2022 | Mondiali            | Eugene         | 5000 m piani  | 14ª       | 15'29"03    |                               |
| 2023 | Giochi panamericani | Santiago       | 5000 m piani  | 4ª        | 16'09"53    |                               |